# Trivia
A trivia latin eredetű szó (a trivium többesszáma), személyekkel vagy dolgokkal kapcsolatos közismert vagy érdekes tényeket, adatokat jelent, illetve azon játékokat, ahol ilyen tények ismeretét tesztelik. A szóból ered a „triviális” melléknevünk, ami „közismertet” vagy „alapvetőt” jelent.

## Története
Eredete a római korba nyúlik vissza, amikor is a szabad embereknek tanított közismereti tárgyak nyelvtanból, logikából és retorikából, vagyis a triviumból álltak, míg a szakoktatásban és a felsőoktatásban még négy tárgyat (quadrivium) tanítottak, vagyis geometriát, aritmetikát, zenét és asztronómiát. Innen ered a középkori egyetemen tanított hét szabad művészet elnevezés is.
Az angol nyelvterületen népszerű kvíz-szerű játék neve „Trivial Pursuit”. Magyarországon is vannak ennek a lexikális ismereteket igénylő népszerű társasjátéknak és tévés vetélkedőknek is különböző változatai. Népszerűségét és a „műveltségi kvízek” szerencsejáték jellegét az adja, hogy az ismeretek olyan széles körét ölelik fel a kérdések, amelyek ritkán találhatók meg egyetlen ember érdeklődési körében, és így a fejében sem.
A „triviális” kifejezést különösen gyakran alkalmazzák a matematikában, még felsőbb szintű tankönyvekben is. Általában az olyan tételeket, bizonyítandó állításokat, fogalmakat szokták ezzel a kifejezéssel jelölni, melyek bizonyítása vagy megértése a szerző szerint egyszerű, néhány lépésen belül végrehajtható.

## Definíciója
Newman, a New York-i Newsday rejtvényszerkesztője szerint:
„A trivia nem más, mint azok az apró részletek, amelyekre a múltunkkal kapcsolatban emlékszünk, és amelyeket szívesen megosztunk másokkal.”
Ezért nem meglepő, hogy sokszor ezek a gyűjtemények a kérdés-felelet formát öltik, illetve a címszó mögött a feltételezett kérdésre adott válasz áll. Az ilyen gyűjtemények készítői abból indulnak ki, hogy vajon milyen kérdései lehetnek az olvasónak, és azokat a gondolatokat, tényeket igyekeznek „válaszként” felsorolásukba foglalni.
Számos kereskedelmi „trivia” azért marad meg az emberek emlékezetében, mert terjesztői erre sokat áldoznak. Ilyenek például az áruk, szolgáltatások, termékek nevei és a hozzájuk kapcsolódó jelmondatok, rövid reklámok, amelyeket előszeretettel jegyzik meg az egyébként erre, az újra nyitott gyerekek, függetlenül attól, hogy az adott szöveg, mint ismeret, ér-e valamit, vagy használható-e bármire.
Más jellegű triviák érdekességük miatt lesznek ismertek, vagy azért, mert a személyek, akikről szólnak, közismertek.